# Pallamano ai XVI Giochi panamericani
La pallamano ai XVI Giochi panamericani si è svolta a Guadalajara, in Messico, dal 15 al 24 ottobre. Vi hanno partecipato 8 squadre nazionali maschile e 8 femminili. L'Argentina, vincente tra gli uomini, e il Brasile, medaglia d'oro tra le donne, si sono qualificate per i Giochi olimpici del 2012 di Londra.
Per l'Argentina è il primo titolo in campo maschile nella pallamano ai Giochi panamericani, dopo 2 finali perse proprio dal Brasile nelle ultime edizioni, nella finale contro i brasiliani stavolta è riuscita a prevalere. Tra le donne le brasiliane si confermano vincendo il loro quarto titolo consecutivo ai giochi.

## Podio
| Evento             | Oro       | Argento   | Bronzo          |
| Pallamano - uomini | Argentina | Brasile   | Cile            |
| Pallamano - donne  | Brasile   | Argentina | Rep. Dominicana |

## Torneo maschile

### Prima fase

#### Girone A
| Squadra   | PG | V | N | P | GF  | GS  | DR  | Pt |
| --------- | -- | - | - | - | --- | --- | --- | -- |
| Brasile   | 3  | 3 | 0 | 0 | 119 | 54  | +65 | 6  |
| Cile      | 3  | 2 | 0 | 1 | 101 | 89  | +12 | 4  |
| Canada    | 3  | 1 | 0 | 2 | 70  | 113 | −43 | 2  |
| Venezuela | 3  | 0 | 0 | 2 | 68  | 100 | -32 | 0  |

|           | Brasile (bandiera) | Cile (bandiera) | Venezuela (bandiera) | Canada (bandiera) |
| --------- | ------------------ | --------------- | -------------------- | ----------------- |
| Brasile   | –                  | 36 - 22         | 37 - 15              | 46 - 17           |
| Cile      | 22 - 36            | –               | 37 - 28              | 42 - 25           |
| Venezuela | 15 - 37            | 28 - 37         | –                    | 25 - 28           |
| Canada    | 17 - 46            | 25 - 42         | 28 - 25              | –                 |

#### Girone B
| Squadra         | PG | V | N | P | GF | GS | DR  | Pt |
| --------------- | -- | - | - | - | -- | -- | --- | -- |
| Argentina       | 3  | 3 | 0 | 0 | 95 | 55 | +40 | 6  |
| Rep. Dominicana | 3  | 2 | 0 | 1 | 77 | 79 | -2  | 4  |
| Messico         | 3  | 1 | 0 | 2 | 78 | 93 | -15 | 2  |
| Stati Uniti     | 3  | 0 | 0 | 3 | 73 | 96 | -23 | 0  |

|                 | Argentina (bandiera) | Rep. Dominicana (bandiera) | Stati Uniti (bandiera) | Messico (bandiera) |
| --------------- | -------------------- | -------------------------- | ---------------------- | ------------------ |
| Argentina       | –                    | 28 - 20                    | 36 -19                 | 31 - 16            |
| Rep. Dominicana | 20 - 28              | –                          | 27 - 22                | 30 - 29            |
| Stati Uniti     | 19 - 36              | 22 - 27                    | –                      | 32 - 33            |
| Messico         | 16 - 31              | 29 - 30                    | 33 - 32                | –                  |

## Fase finale

### Finali 1º - 3º posto
|  | Semifinali      | Semifinali      | Semifinali |           |         | Finale 1º posto | Finale 1º posto | Finale 1º posto |  |
|  |                 |                 |            |           |         |                 |                 |                 |  |
|  | Brasile         | Brasile         | 41         |           |         |                 |                 |                 |  |
|  | Brasile         | Brasile         | 41         |           |         |                 |                 |                 |  |
|  | Rep. Dominicana | Rep. Dominicana | 17         |           |         |                 |                 |                 |  |
|  | Rep. Dominicana | Rep. Dominicana | 17         |           | Brasile | Brasile         | 23              |                 |  |
|  |                 |                 |            |           | Brasile | Brasile         | 23              |                 |  |
|  |                 |                 | Argentina  | Argentina | 26      |                 |                 |                 |  |
|  | Cile            | Cile            | Argentina  | Argentina | 26      | 25              |                 |                 |  |
|  | Cile            | Cile            |            |           |         | 25              |                 |                 |  |
|  | Argentina       | Argentina       | 26         |           |         | Finale 3º posto | Finale 3º posto | Finale 3º posto |  |
|  | Argentina       | Argentina       | 26         |           |         |                 |                 |                 |  |
|  |                 |                 |            |           |         |                 |                 |                 |  |
|  |                 |                 |            |           |         | Rep. Dominicana | Rep. Dominicana | 24              |  |
|  |                 |                 |            |           |         | Rep. Dominicana | Rep. Dominicana | 24              |  |
|  |                 |                 |            |           |         | Cile            | Cile            | 27              |  |

### Finali 5º - 7º posto
|  | Semifinali  | Semifinali  | Semifinali |         |        | Finale 5º posto | Finale 5º posto | Finale 5º posto |  |
|  |             |             |            |         |        |                 |                 |                 |  |
|  | Canada      | Canada      | 26         |         |        |                 |                 |                 |  |
|  | Canada      | Canada      | 26         |         |        |                 |                 |                 |  |
|  | Stati Uniti | Stati Uniti | 25         |         |        |                 |                 |                 |  |
|  | Stati Uniti | Stati Uniti | 25         |         | Canada | Canada          | 26              |                 |  |
|  |             |             |            |         | Canada | Canada          | 26              |                 |  |
|  |             |             | Messico    | Messico | 23     |                 |                 |                 |  |
|  | Messico     | Messico     | Messico    | Messico | 23     | 30              |                 |                 |  |
|  | Messico     | Messico     |            |         |        | 30              |                 |                 |  |
|  | Venezuela   | Venezuela   | 25         |         |        | Finale 7º posto | Finale 7º posto | Finale 7º posto |  |
|  | Venezuela   | Venezuela   | 25         |         |        |                 |                 |                 |  |
|  |             |             |            |         |        |                 |                 |                 |  |
|  |             |             |            |         |        | Stati Uniti     | Stati Uniti     | 39              |  |
|  |             |             |            |         |        | Stati Uniti     | Stati Uniti     | 39              |  |
|  |             |             |            |         |        | Venezuela       | Venezuela       | 35              |  |

## Classifica finale
| Classifica | Squadre         |
| ---------- | --------------- |
|            | Argentina       |
|            | Brasile         |
|            | Cile            |
| 4          | Rep. Dominicana |
| 5          | Canada          |
| 6          | Messico         |
| 7          | Stati Uniti     |
| 8          | Venezuela       |

## Torneo femminile

### Prima fase

#### Girone A
| Squadra    | PG | V | N | P | GF | GS | DR  | Pt |
| ---------- | -- | - | - | - | -- | -- | --- | -- |
| Argentina  | 3  | 3 | 0 | 0 | 87 | 60 | +27 | 6  |
| Messico    | 3  | 2 | 0 | 1 | 55 | 63 | -8  | 4  |
| Porto Rico | 3  | 1 | 0 | 2 | 76 | 84 | −8  | 2  |
| Cile       | 3  | 0 | 0 | 3 | 63 | 74 | -11 | 0  |

|            | Argentina (bandiera) | Messico (bandiera) | Cile (bandiera) | Porto Rico (bandiera) |
| ---------- | -------------------- | ------------------ | --------------- | --------------------- |
| Argentina  | –                    | 24 - 14            | 28 - 20         | 35 - 26               |
| Messico    | 14 - 24              | –                  | 18 - 17         | 23 - 22               |
| Cile       | 20 - 28              | 17 - 18            | –               | 26 - 28               |
| Porto Rico | 26 - 35              | 22 - 23            | 28 - 26         | –                     |

### Girone B
| Squadra         | PG | V | N | P | GF  | GS  | DR  | Pt |
| --------------- | -- | - | - | - | --- | --- | --- | -- |
| Brasile         | 3  | 3 | 0 | 0 | 125 | 43  | +82 | 6  |
| Rep. Dominicana | 3  | 1 | 1 | 1 | 75  | 82  | -7  | 3  |
| Uruguay         | 3  | 1 | 1 | 1 | 75  | 91  | -16 | 3  |
| Stati Uniti     | 3  | 0 | 0 | 3 | 60  | 119 | -59 | 0  |

|                 | Brasile (bandiera) | Rep. Dominicana (bandiera) | Uruguay (bandiera) | Stati Uniti (bandiera) |
| --------------- | ------------------ | -------------------------- | ------------------ | ---------------------- |
| Brasile         | –                  | 32 - 18                    | 43 - 15            | 50 - 10                |
| Rep. Dominicana | 18 - 32            | –                          | 24 - 24            | 33-26                  |
| Uruguay         | 15 - 43            | 24 - 24                    | –                  | 36 -24                 |
| Stati Uniti     | 10 - 50            | 26-33                      | 24 - 36            | –                      |

## Fase finale
|  | Semifinali      | Semifinali      | Semifinali |         |           | Finale 1º posto | Finale 1º posto | Finale 1º posto |  |
|  |                 |                 |            |         |           |                 |                 |                 |  |
|  | Argentina       | Argentina       | 19         |         |           |                 |                 |                 |  |
|  | Argentina       | Argentina       | 19         |         |           |                 |                 |                 |  |
|  | Rep. Dominicana | Rep. Dominicana | 18         |         |           |                 |                 |                 |  |
|  | Rep. Dominicana | Rep. Dominicana | 18         |         | Argentina | Argentina       | 15              |                 |  |
|  |                 |                 |            |         | Argentina | Argentina       | 15              |                 |  |
|  |                 |                 | Brasile    | Brasile | 33        |                 |                 |                 |  |
|  | Messico         | Messico         | Brasile    | Brasile | 33        | 12              |                 |                 |  |
|  | Messico         | Messico         |            |         |           | 12              |                 |                 |  |
|  | Brasile         | Brasile         | 43         |         |           | Finale 3º posto | Finale 3º posto | Finale 3º posto |  |
|  | Brasile         | Brasile         | 43         |         |           |                 |                 |                 |  |
|  |                 |                 |            |         |           |                 |                 |                 |  |
|  |                 |                 |            |         |           | Rep. Dominicana | Rep. Dominicana | 33              |  |
|  |                 |                 |            |         |           | Rep. Dominicana | Rep. Dominicana | 33              |  |
|  |                 |                 |            |         |           | Messico         | Messico         | 31              |  |

|  | Semifinali  | Semifinali  | Semifinali |            |      | Finale 5º posto | Finale 5º posto | Finale 5º posto |  |
|  |             |             |            |            |      |                 |                 |                 |  |
|  | Porto Rico  | Porto Rico  | 29         |            |      |                 |                 |                 |  |
|  | Porto Rico  | Porto Rico  | 29         |            |      |                 |                 |                 |  |
|  | Stati Uniti | Stati Uniti | 27         |            |      |                 |                 |                 |  |
|  | Stati Uniti | Stati Uniti | 27         |            | Cile | Cile            | 31              |                 |  |
|  |             |             |            |            | Cile | Cile            | 31              |                 |  |
|  |             |             | Porto Rico | Porto Rico | 27   |                 |                 |                 |  |
|  | Uruguay     | Uruguay     | Porto Rico | Porto Rico | 27   | 30              |                 |                 |  |
|  | Uruguay     | Uruguay     |            |            |      | 30              |                 |                 |  |
|  | Cile        | Cile        | 32         |            |      | Finale 7º posto | Finale 7º posto | Finale 7º posto |  |
|  | Cile        | Cile        | 32         |            |      |                 |                 |                 |  |
|  |             |             |            |            |      |                 |                 |                 |  |
|  |             |             |            |            |      | Stati Uniti     | Stati Uniti     | 23              |  |
|  |             |             |            |            |      | Stati Uniti     | Stati Uniti     | 23              |  |
|  |             |             |            |            |      | Uruguay         | Uruguay         | 30              |  |

## Classifica finale
| Classifica | Squadre         |
| ---------- | --------------- |
|            | Brasile         |
|            | Argentina       |
|            | Rep. Dominicana |
| 4          | Messico         |
| 5          | Cile            |
| 6          | Porto Rico      |
| 7          | Uruguay         |
| 8          | Stati Uniti     |